# Мираж (малый ракетный корабль)
Малый ракетный корабль «Мираж» — малый ракетный корабль проекта 1234.1, входит в состав Черноморского флота России. Построен на Ленинградском Приморском ССЗ в Ленинграде в 1986 году. С 1995 по 2020 годы над кораблём шефствовал город Калуга.

## История строительства
Проект малого ракетного корабля «Мираж» был утверждён и запущен в серию 11 апреля 1983 года. 30 августа 1983 года «Мираж» был заложен на стапеле Ленинградского Приморского ССЗ (заводской № С-77). Спущен на воду 19 августа 1986 года и вскоре переведён по внутренним водным системам из Балтийского моря в Азовское, а оттуда в Чёрное для прохождения сдаточных испытаний. Вступил в строй 30 декабря 1986 года, 9 января 1987 года на корабле был поднят советский Военно-Морской флаг. 24 февраля «Мираж» был включён в состав Черноморского флота ВМФ СССР (в/ч 49232).

## История службы
1987—2007 годы
В составе тактической корабельной ударной группы «Мираж» многократно завоёвывал призы Главкома ВМФ по ракетной подготовке (1988, 1989, 1990, 1991, 1992, 1993, 1997 и 2004 годы). За 1988 год корабль прошёл 2188 морских миль, за 1989 год — 2215 миль, за 1990 год — 4800 миль, в 1991 году — 3700 миль. С середины 1990-х по середину 2000-х годов, выполняя задачи боевых дежурств, корабль за примерно 400 ходовых суток прошёл более 20 000 морских миль и провёл более 100 ракетных и артиллерийских стрельб, неоднократно признавался лучшим в части и на флоте по различным видам боевой подготовки.
КУГ ЧФ в составе РКВП «Бора» и МРК «Мираж» под командованием капитана 2 ранга А. Б. Сурова в 1997 году стали победителямии по ракетной подготовке.
В июне 2004 года малый ракетный корабль прошёл доковый ремонт.
Морской бой 10 августа 2008 года
10 августа 2008 года, во время войны в Грузии, «Мираж» сопровождал БДК «Цезарь Куников» и «Саратов», совместно с МПК «Суздалец» в районе, объявленном Россией зоной безопасности. Было обнаружено 5 морских целей, которые не реагируя на предупреждения, быстро шли на сближение с кораблями Черноморского флота. В результате скоротечного морского боя одна цель была уничтожена: МРК «Мираж» с дистанции 35 км, по приказу командира НВМБ, произвёл успешный 2-х ракетный залп комплексом «П-120» по первому грузинскому катеру. Оставшиеся продолжили сближение, надеясь успеть атаковать Российские десантные корабли. Однако «Мираж» ракетой комплекса «Оса-М» значительно повредил второй атакующий катер, который сменил курс и вышел из боя. Оставшиеся три катера так же свернули и прекратили атаку. 14 августа президент Дмитрий Медведев принимал в Кремле руководителей Минобороны и участников войны в Грузии, среди которых был и командир корабля «Мираж» капитан 3 ранга Иван Дубик.
2008—2015 годы
С сентября 2008 года по июль 2009 корабль выполнял задачи боевого дежурства, в том числе в порту Новороссийск в составе группировки кораблей быстрого реагирования. По итогам 2008 года корабль признан лучшим в ВМФ по боевой подготовке. В июле 2009 года принял участие в оперативно-стратегических учениях под руководством ГК ВМФ «Кавказ-2009», с июля 2009 года по ноябрь 2010 года прошёл плановый текущий ремонт в 91 СРЗ ЧФ. В ноябре-декабре 2010 года отработал и сдал курсовые задачи, вступил в состав сил постоянной готовности. С декабря 2010 года по март 2011 года выполнял задачи в составе группировки сил быстрого реагирования в п. Феодосия. В мае 2011 года принял участие в международных учениях совместно с ВМС Украины «Фарватер Мира-2011», в совместной ракетной стрельбе КУГ 166 днмрк на приз ГК ВМФ. В июне 2011 года в Чёрном море осуществлял слежение за крейсером УРО США «Монтерей», а в октябре за «Филиппин Си». В декабре 2011 года принимал участие в ОМС ЮВО в п. Новороссийск. За 2011 год кораблём пройдено более 4000 морских миль, что является рекордом с момента постройки. 17 июня 2015 года впервые вышел на прохождение боевой службы в Средиземном море.
На 2015 год малый ракетный корабль «Мираж» находился в составе 166-го Краснознамённого Новороссийского дивизиона малых ракетных кораблей 41-й Севастопольской ордена Нахимова 1-й степени бригады ракетных катеров, Севастополь.
На октябрь 2020 года малый ракетный корабль «Мираж» (последний на ЧФ этого проекта) завершил службу в составе флота и встал на отстой перед списанием к борту другого списанного и частично разобранного МРК «Штиль».

## Известные командиры
- С сентября 1986 по июнь 1995 года — капитан 3 ранга Ковалевский Александр Григорьевич;
- С июня 1995 по август 2000 года — капитан 3 ранга Лисенков Алексей Иванович;
- С августа 2000 года по сентябрь 2001 года — капитан 3 ранга Балашенко Олег Николаевич;
- С сентября 2001 года по апрель 2005 года — капитан 3 ранга Коваль Игорь Владимирович;
- С апреля 2005 года по декабрь 2005 года — капитан 3 ранга Дыскин Дмитрий Борисович;
- С декабря 2005 по август 2008 года — капитан 3 ранга Дубик Иван Иванович;
- С августа 2008 по ноябрь 2011 года — капитан 3 ранга Андреенко Артём Андреевич;
- С ноября 2011 года по июнь 2014 года — капитан 3 ранга Шадрин Александр Валерьевич.
- С июня 2014 года по 29 сентября 2015 года — капитан 3 ранга Генне Александр Андреевич (покончил с собой 29.09.2015 года при невыясненных обстоятельствах).
- С октября 2016 года по август 2018 года — капитан 3 ранга Журкин Александр Владимирович.
- С августа 2018 года по октябрь 2020 года — капитан-лейтенант Козаков Глеб Александрович

## Известные бортовые номера
- 616 (1986)
- 603 (1986)
- 613 (1988)
- 617 (1990)